# Кислянка (Свердловская область)
 Кислянка — посёлок в Артёмовском муниципальном округе Свердловской области России. Подведомственен территориальному органу местного самоуправления села Большого Трифонова.
Посёлок расположен на берегу реки Бобровки. Население — 18 жителей (2006 год).

## История
Деревня основана в XVIII веке. Название произошло от одного из родников, у которого возникло поселение. В 1926 году в деревне было 25 дворов и 139 жителей.

## Население
| 2002 | 2010 |
| ---- | ---- |
| 21   | ↗39  |